# Silvia Ana L
Die Silvia Ana L war zur Zeit ihres Baus die zweitgrößte Einrumpf-Schnellfähre der Welt. Zu diesem Zeitpunkt hatte ihr Erbauer auch noch kein größeres Einrumpfschiff aus Aluminium abgeliefert.

## Geschichte
Das Schiff wurde 1996 unter der Baunummer 327 auf der spanischen Werft Bazans Fernando Shipyard für das Unternehmen Los Cipreses S.A. gebaut. Die Kiellegung erfolgte am 22. Februar, der Stapellauf am 2. Juli 1996. Eigner des Schiffes war Boeing Capital Leasing Limited.
Das Schiff wurde ab Ende 1996 zunächst von Buquebus auf dem Río de la Plata zwischen Buenos Aires, Argentinien, und Piriápolis, Uruguay, eingesetzt. Bereits Anfang 1997 wurde es auf der Bauwerft für den Einsatz durch die norwegische Reederei Color Line umgebaut.
Color Line setzte das Schiff in den Sommermonaten zusammen mit der Christian IV im Skagerrak zwischen Hirtshals, Dänemark, und Kristiansand, Norwegen, ein. Es benötigte für die Reise nur 2½ Stunden. In der übrigen Zeit verkehrte die Schnellfähre bis April 2000 auf dem Río de la Plata.
Zwischen April 2000 und Oktober 2007 wurde das Schiff in den Sommermonaten auf der Strecke zwischen Dänemark und Norwegen eingesetzt; im Winter war das Schiff aufgelegt. 2005 kaufte Color Line das Schiff.
Bereits im November 2007 wurde das Schiff für 16 Mio. US-$ an Los Cipreses S.A. verkauft und verkehrt seit dem 20. Dezember 2007 wieder für die Reederei Buquebus, zunächst zwischen den beiden Hauptstädten Buenos Aires, Argentinien, und Montevideo, Uruguay, dann zwischen Buenos Aires und Colonia del Sacramento.

## Ausstattung
Das Schiff bot ursprünglich Platz für 1250 Passagiere auf zwei Decks. Die Touristenklasse verfügte über 828 Sitzplätze in vier Lounges, die 1. Klasse über 422 Sitzplätze in drei Lounges. Die Reederei beschreibt die Passagierkapazität mit insgesamt 1200 Passagieren, die sich auf drei Klassen aufteilen: 900 Passagiere in der Touristenklasse, 230 Passagiere in der 1. Klasse und 70 Passagiere in einer mit „Especial“ beschriebenen Klasse. Die beiden Fahrzeugdecks sind über je eine Heckrampe zu erreichen.

## Antrieb
Das Schiff wird von sechs Sechzehnzylinder-Dieselmotoren des Herstellers Caterpillar angetrieben. Die Motoren wirken auf insgesamt fünf Wasserstrahlantriebe. Sie verfügen jeder über eine Leistung von 5.650 Kilowatt. Das Schiff erreicht damit eine Geschwindigkeit von bis zu 38 Knoten. Während der Probefahrten vor der Indienststellung auf dem Río de la Plata wurden sogar 42 Knoten erreicht. Die Reederei beschreibt das Schiff mit einer Antriebsleistung von 6 × 6000 kW und einer Höchstgeschwindigkeit von 42 Knoten.